# نوبیلتین
نوبیلتین (به انگلیسی: Nobiletin) با فرمول شیمیایی C۲۱H۲۲O۸ یک ترکیب شیمیایی است. که جرم مولی آن ۴۰۲٫۳۹ g/mol می‌باشد. 